# Scleroderma flavidum
Scleroderma flavidum är en svampart som beskrevs av Ellis & Everh. 1885. Scleroderma flavidum ingår i släktet Scleroderma och familjen rottryfflar.   Inga underarter finns listade i Catalogue of Life.